# اولوف اسکولدبرگ
اولوف اسکولدبرگ (انگلیسی: Olof Sköldberg; ۱۹ ژانویهٔ ۱۹۱۰ – ۱۶ ژوئیهٔ ۱۹۷۹) ورزشکار ورزش تیراندازی اهل سوئد بود.
وی در مسابقات کشوری و بین‌المللی در مجموع برندهٔ ۲ مدال نقره شده‌است.